# Audrey Erskine-Lindop
Audrey Erskine-Lindop (* 26. Dezember 1920 in London; † 7. November 1986, Isle of Wight) war eine britische Schriftstellerin, die Romane, Kurzgeschichten und Drehbücher veröffentlichte.

## Leben
Audrey Erskine-Lindop verbrachte ihre Kindheit in Indien. Bekannt wurden ihre Kriminalromane und historischen Romane. Sie war mit dem Schriftsteller Dudley Leslie (1905–1998) verheiratet, mit dem sie manchmal zusammenarbeitete. Sie veröffentlichte ab 1948.
Ihr Roman I Start Counting gewann 1967 den Grand prix de littérature policière und wurde als Die Schritte des Mörders verfilmt. Weitere Romane dienten als Filmvorlage für Sommer der Verfluchten und Das Geheimnis der grünen Droge.

## Romane (Auswahl)
- 1953 Der Sänger, nicht das Lied. Zsolnay Verlag, verfilmt als Sommer der Verfluchten.[5]
- 1958 Die Sonne blieb vor der Tür, Verlag Orell Füssli.
- 1961 Sommer der Verfluchten. Zsolnay Verlag.
- 1963 An die Laterne. Historischer Roman, Krüger Verlag, (erschien auch unter dem Titel Der Gaukler).
- 1966 Nicola. Krüger Verlag.
- 1967 Strich durch die Rechnung. ISBN 3-7740-2233-X, verfilmt als Die Schritte des Mörders.[4]
- 1972 Von Mäusen und Mördern. ISBN 3-596-28358-2.
- 1985 Der Teufel spielt mit. ISBN 3-7740-2248-8.

## Kurzgeschichten
- 1954 As One Lady to Another, veröffentlicht in der Londoner Evening News[7]
- 1954 Heirs Unapparent, veröffentlicht in der Londoner Evening News[7]

## Filmographie (Auswahl)
Drehbuch
- 1948: Unruhiges Blut (Blanche Fury)[8]
- 1952: Tall Headlines[9]
- 1959: Das Bittere und das Süße (The Rough and the Smooth)

Literarische Vorlage
- 1961: Sommer der Verfluchten (The Singer Not the Song)[5]
- 1962: Das Geheimnis der grünen Droge (I Thank a Fool)[6]
- 1969: Die Schritte des Mörders (I Start Counting)[4]
- 1980: Danger on Dartmoor[10]

## Preise und Auszeichnungen
- 1967 Großer Preis der Kriminalliteratur für den Thriller Strich durch die Rechnung